# Jezioro Tomickie
Jezioro Tomickie – jezioro w Polsce, położone w województwie wielkopolskim, w powiecie poznańskim, w gminie Stęszew, leżące na terenie Wysoczyzny Grodziskiej.

## Charakterystyka
Zlewnia w przeważającym charakterze rolnicza. Akwen należy do najpłytszych w rynnie Witobelsko-Dymaczewskiej. Jezioro ma dobrze rozwiniętą strefę fitolitoralu – pełną sekwencję stref roślinnych z łąkami ramienicowymi włącznie.

## Dane morfometryczne
Powierzchnia jeziora wynosi 47,2 ha, a powierzchnia zlewni – 1440,5 ha. Długość linii brzegowej to 3550 m. Akwen zasilany przez Samicę Stęszewską.

## Turystyka
Na jeziorze łowisko wędkarskie. W pobliżu jeziora przebiega szlak turystyczny  niebieski ze Stęszewa do Otusza.